# Rincón Bonito, San Miguel Soyaltepec
Rincón Bonito är en ort i Mexiko.   Den ligger i kommunen San Miguel Soyaltepec och delstaten Oaxaca, i den sydöstra delen av landet, 300 km sydost om huvudstaden Mexico City. Rincón Bonito ligger 89 meter över havet och antalet invånare är 191.
Terrängen runt Rincón Bonito är varierad. Runt Rincón Bonito är det ganska glesbefolkat, med 39 invånare per kvadratkilometer. Närmaste större samhälle är Isla Soyaltepec, 6,6 km norr om Rincón Bonito. Omgivningarna runt Rincón Bonito är en mosaik av jordbruksmark och naturlig växtlighet.